# Friedrich von Schmidt

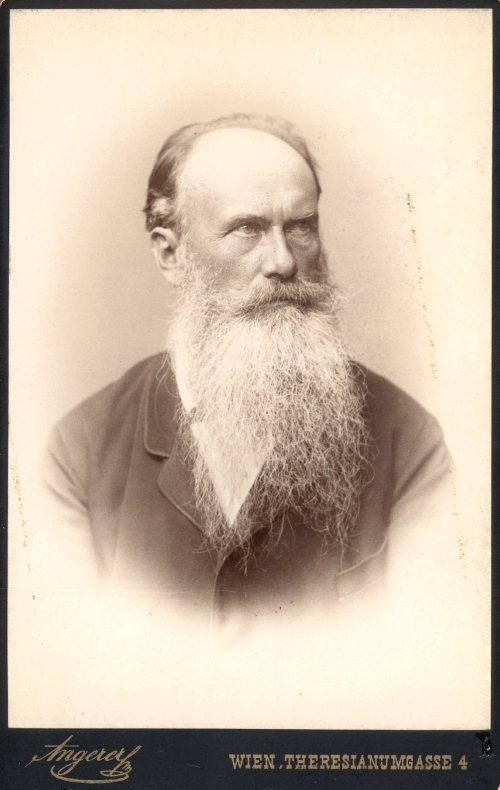
Friedrich Freiherr von Schmidt.

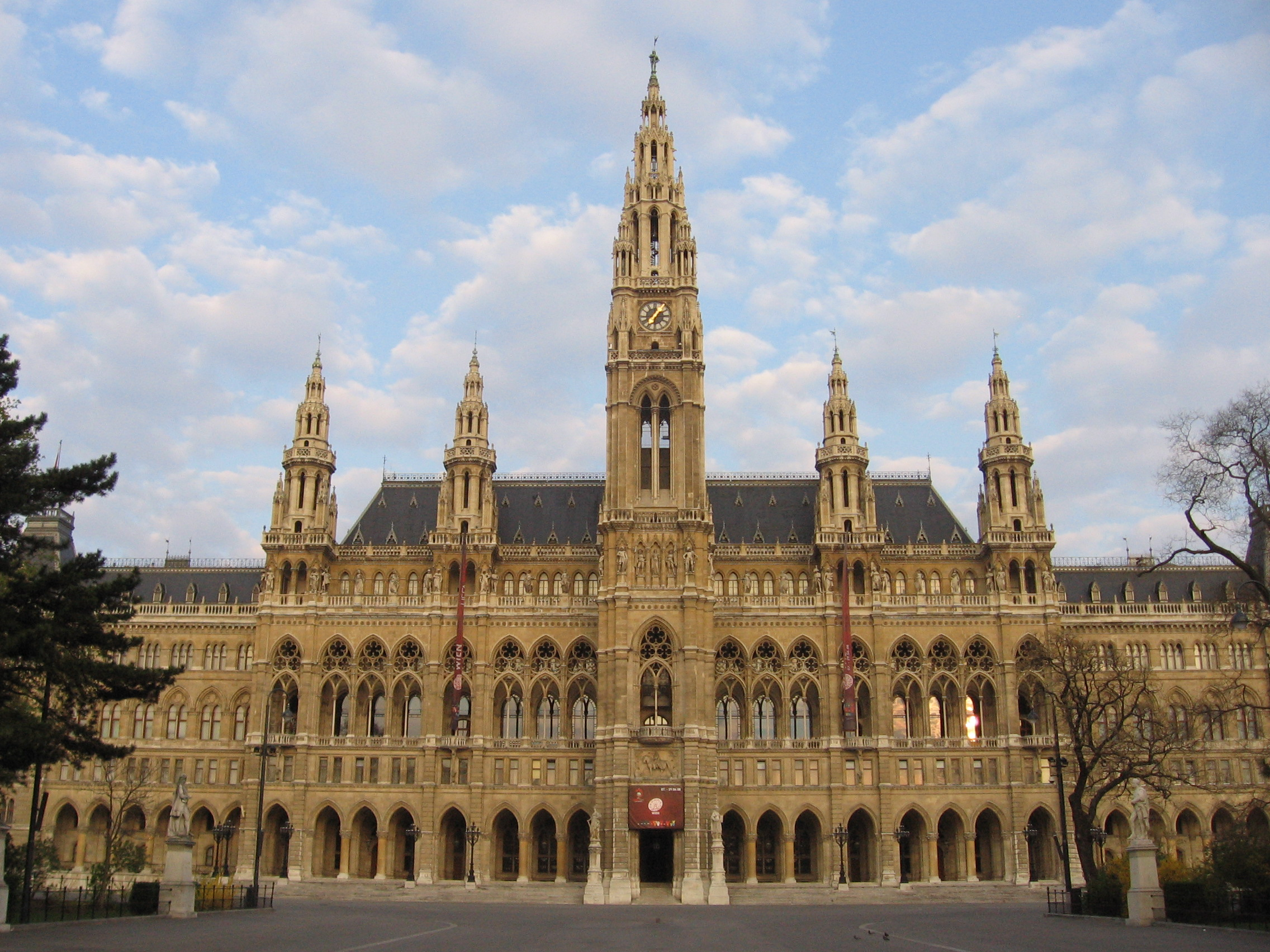
Ayuntamiento de Viena, diseñado por Friedrich von Schmidt.

Friedrich von Schmidt (22 de octubre de 1825 - 23 de enero de 1891) fue un arquitecto que trabajó a finales del siglo XIX en Viena.

## Vida y carrera
Von Schmidt nació en Frickenhofen, Gschwend, Wurtemberg, Alemania. Después de estudiar en la escuela secundaria técnica en Stuttgart bajo las órdenes de Breymann y Mauch, se convirtió en 1845, en uno de los trabajadores gremiales empleados en la construcción de la Catedral de Colonia, en la que trabajó durante quince años. La mayoría de los dibujos de trabajo para las torres fueron elaborados por Schmidt y Vincenz Statz. En 1848 obtuvo el rango de maestro obrero y en 1856 pasó el examen estatal como arquitecto. Después de convertirse al catolicismo en 1858, se trasladó a Milán como profesor de arquitectura y empezó la restauración de la catedral de San Ambrosio. A cuenta de la confusión causada por la guerra de 1859 se trasladó a Viena, donde fue profesor en la Academia y arquitecto de la catedral desde 1862; en 1865 recibió el título de arquitecto jefe, y en 1888 fue ennoblecido por el emperador.
En estilo neogótico construyó en Viena la Iglesia de San Lázaro (de:Lazaristenkirche), la Iglesia de San Othmar (en alemán Sankt Othmar unter den Weißgerbern, literalmente 'Sant Othmar entre los curtidores de blanco') en el 3º distrito (Landstraße) y la de las Brigidinas. También construyó una escuela, el Akademisches Gymnasium, con una fachada gótica y el edificio memorial erigido en el emplazamiento del anfiteatro que había sido destruido en un incendio. Este último edificio mencionado fue construido en estilo gótico veneciano. Un gran número de pequeños edificios eclesiásticos y seculares en Austria y Alemania también fueron diseñados por él. Su último trabajo fue la restauración de la catedral de Pécs en Hungría. Su mayor fama, no obstante, fue alcanzada por su restauración de la Catedral de San Esteban de Viena. Derribó la espira y trabajó en su reconstrucción hasta 1872.
También diseñó el Ayuntamiento de Viena (Rathaus), con una sección media saliente con una torre central que se alza hasta una altura libre de 328 pies, flanqueada por cuatro torres más pequeñas. Un gran patio interior y seis más pequeños están encerrados por el extenso edificio, cuyas alas terminan en pabellones. En la construcción de la iglesia parroquial en Funfhaus incluso se aventuró a situar una fachada con dos torres frente una estructura central octogonal con una gran cúpula y una corona de capillas. Su lema era "unificar la fuerza alemana con la libertad italiana". Modificó la tendencia a la altura del gótico alemán por miembros horizontales e introdujo muchas modificaciones en el viejo estilo estándar con la esperanza de alcanzar un efecto general más agradable. También diseñó la Catedral de Vaduz y la Catedral de San José en Bucarest. De 1870 a 1882, trabajó como arquitecto jefe de la neorrománica Catedral de San Pedro y San Pablo de Đakovo como sucesor de Carl Roesner.
Fue profesor y modelo de muchos jóvenes arquitectos, incluyendo Friedrich Grünanger, Frigyes Schulek, Imre Steindl y Karl Troll. Una estatua de bronce suya ha sido situada ante el Ayuntamiento de Viena. Su hijo Heinrich fue inspector en la construcción de la catedral de Fráncfort y después profesor de arquitectura medieval en Múnich.
Murió en Viena, a la edad de 65 años.